# Allium dinsmorei
Allium dinsmorei är en amaryllisväxtart som beskrevs av Karl Heinz Rechinger. Allium dinsmorei ingår i släktet lökar, och familjen amaryllisväxter.
Artens utbredningsområde är Jordan. Inga underarter finns listade i Catalogue of Life.